# Ріта Зекірі
Ріта Зекірі (8 грудня 1995) — косовська плавчиня.
Учасниця Олімпійських Ігор 2016 року, де в попередніх запливах на дистанції 100 метрів на спині посіла 34-те (останнє) місце і не потрапила до півфіналів.